# Per Frandsen
Per Frandsen (født 6. februar 1970) er tidligere landsholdsspiller i fodbold, der spillede midtbane og nuværende træner, der er træner for Hvidovre IF.
Per Frandsen nåede 23 landskampe for det danske A-landshold og spillede i B 1903, Lille OSC, FC København, Bolton Wanderers, Blackburn Rovers, Bolton Wanderers igen og i Wigan Athletic.